# Bereich Johannisberg
Der Bereich Johannisberg ist ein Weinbaubereich im Weinbaugebiet Rheingau in Hessen.
Er ist der einzige Bereich im Weinbaugebiet Rheingau und besteht aus 12 Großlagen und 120 Einzellagen. Das Sortenverhältnis entspricht demnach exakt dem des gesamten Weinbaugebiets.
Eine Verwechslung mit der renommierten Lage Schloss Johannisberg sollte vermieden werden.

## Fläche, Lagen, Sorten und Ertrag
Rebfläche Bestockt: 3097 Hektar, davon im Ertrag: 3029 ha
Lagen: 120 Einzellagen, 12 Großlagen
Rebsorten:
1. Riesling 78,54 %
2. Spätburgunder 12,45 %
3. Sonstige Weiß 6,12 %
4. Sonstige Rot 2,89 %

Hektarertrag: Vermarkungsfähiger Wein: 100 hl/ha,
Durchschnitt 10 Jahre: 78,7 hl/ha
Alle Daten und Fakten siehe unter Weinbaugebiet Rheingau.